# احمد پیش‌بین
احمد پیش‌بین (زادهٔ ۱۳۲۸ در کرمان) نمایندهٔ حوزهٔ انتخابیهٔ بافت در دورهٔ هفتم مجلس شورای اسلامی بوده‌است. وی پیش‌تر در دوره های چهارم ، پنجم ودورهٔ ششم نیز عضو این مجلس بود.